# Branimir Livadić
Branimir Wiesner Livadić (Szamobor, 1871. szeptember 30. – Zágráb, 1949. július 30.) horvát író, regényíró, költő, utazási író, esszéista és kritikus.

## Élete és pályafutása
Az elemi iskolát szülővárosában, a középiskolát Zágrábban végezte. Zágrábban, majd Bécsben tanult filozófiát és germanisztikát, ahol 1895-ben doktorált „Das Wesen des Lyrischen” című disszertációjával. Ezután középiskolai tanárként dolgozoztt Zenggben, Zágrábban, Varasdon és Károlyvárosban. A Színészművészeti főiskola (két alkalommal) és a Zágrábi Horvát Nemzeti Színház igazgatója volt. Szerkesztője volt a Suvremenik (1907-1919), a Hrvatska kola és a Hrvatske revije (1928-1929) folyóiratoknak, valamint a Horvát P.E.N. Klub elnöke volt.
A Savremenikben az „öregek” és „fiatalok” közötti konfliktus közepette vette át az irányítást. Bár az irodalom iránti elkötelezettség, a művészi alkotás szabadsága és a larpurartizmus tekintetében mindenképpen a „fiatalok” közé kellene sorolni, mégis sikerült, függetlenül azok kulturális irányultságától és politikai hovatartozásától a Savremenik köré egyre több neves írót összegyűjtenie.
Verseket, regényeket és kritikákat írt. Prózai műveit a modernizmus ihlette. A sikeresebb regényekben általában a szerelem és a szexualitás intim témája dominál. Cikkeiben a művészet esztétikai jelenségként való megtapasztalásának kérdésével foglalkozott, de konkrét rendszer és elméleti alap nélkül.

## Irodalmi tevékenysége
Livadić mind a prózai, mind a kritikai munkákban az egyik legradikálisabb modernista volt. 1900-ban jelent meg az irodalmi életben, verseket, novellákat, esszéket és színházi kritikákat írt. Legfigyelemreméltóbb elbeszélései novellagyűjteményében jelentek meg. Najzapaženiji je bio kao pripovjedač u novelama koje su sabrane u dvije zbirke.
Legfontosabb művei a Novellagyűjtemény (1910), Amis és Amil legendája (1913), valamint a Buenos Airesi útleírás című útirajz (1937).

## Művei
- Jeremija (1893.), költői elbeszélés;[4]
- Za slobodu stvaranja (1900.)
- Novele (1910.)[5] (elektronikus változat)
- Legenda o Amisu i Amilu (1913.)[6] (elektronikus változat)
- Novele: novi izbor (1932.)
- Do Buenos Airesa (1937.), útleírás;[7]
- Pjesme i pripoviesti (1944.)[8] (elektronikus változat)

## Fordítás
Ez a szócikk részben vagy egészben  a   Branimir Livadić című horvát Wikipédia-szócikk fordításán alapul.  Az eredeti cikk szerkesztőit annak laptörténete sorolja fel. Ez a jelzés csupán a megfogalmazás eredetét és a szerzői jogokat jelzi, nem szolgál a cikkben szereplő információk forrásmegjelöléseként.